# Blancey
Blancey település Franciaországban, Côte-d’Or megyében. Lakosainak száma 55 fő (2022. január 1.). Blancey Éguilly, Thorey-sous-Charny, Chailly-sur-Armançon, Gissey-le-Vieil és Mont-Saint-Jean községekkel határos.

## Népesség
A település népességének változása:
| Lakosok száma | 75   | 64   | 62   | 74   | 70   | 73   | 75   | 64   | 58   | 55   |
|               | 1968 | 1982 | 1990 | 2006 | 2013 | 2015 | 2017 | 2019 | 2020 | 2022 |